# Дебри (Львовская область)
Дебри (укр. Дебрі) — село в Яворовской городской общине Яворовского района Львовской области Украины.
Население по переписи 2001 года составляло 331 человек. Занимает площадь 0,334 км². Почтовый индекс — 81017. Телефонный код — 3259.